# Горицкий Успенский монастырь
Горицкий Успенский монастырь — упразднённый в 1744 году мужской православный монастырь в городе Переславле-Залесском; памятник архитектуры XVII и XVIII веков. До 1788 года использовался как резиденция переславских архиереев (архиерейский двор). На территории монастыря с 1919 года расположен Переславль-Залесский государственный историко-архитектурный и художественный музей-заповедник.
В настоящее время территория монастыря находится в состоянии передачи Русской православной церкви.

## История
Монастырский архив погиб во время пожара 12 июня 1722 года, в связи с чем исторические сведения о монастыре допетровского времени кратки, отрывочны и неясны. Время основания Богородицкого мужского монастыря на возвышенности («горице») к югу от Переславля традиционно относится к 1362 году, то есть ко времени монастырской колонизации Северо-Восточной Руси учениками Сергия Радонежского.
Разорён в 1382 году войском Тохтамыша. Существует предание, что накануне нашествия и разорения монастыря туда на богомолье приехала великая княгиня Евдокия, супруга Дмитрия Донского. Она и ещё несколько человек якобы чудом спаслись от татар, уплыв на плоту на середину Плещеева озера и скрывшись за густым туманом. Затем в память о своем спасении Евдокия восстановила на свои средства монастырь, а в Переславле установилась традиция в шестое воскресенье после Пасхи устраивать крестный ход на лодках от Горицкого монастыря и устья Трубежа к середине озера.
Как обычно бывает в таких случаях, позднее появились предания, что монастырь существовал уже в начале XIV века при Иване Калите и даже якобы в XII веке. Сторонники глубокой древности монастыря часто прибавляют, что именно в этой обители принял постриг преподобный Дмитрий Прилуцкий. В XV веке насельником монастыря, а впоследствии и игуменом был Даниил Переславский, в 1508 году перешедший в основанный им неподалёку (на том же холме) Троицкий Данилов монастырь.
В Средние века монастырь владел многочисленными сёлами, в числе которых Большие Сокольники, Веслево, Веськово, Воскресенское, Дубнево, Ермово, Ильинское, Кружково, Маурино, Нила, Перцево, Родионцево, Славитино, Соломидино, Чашницы, Ченцы, Черницкое на Оселке, Черницкое на Шахе, Чернецкое-Княжское, Яропольцы и другие (подробнее см. здесь).

### После упразднения монастыря
В 1744 г. монастырь был упразднён и отдан для помещения архиерейского дома вновь учрежденной Переславской епархии. За время пребывания в нём архиереев многие прежние строения были снесены «за ветхостью», а на их месте появились: собор Успения Пресвятой Богородицы и так называемая Гефсимания (между 1753 и 1761 годами); колокольня с церковью Богоявления 1768—1777 г.; в это же время (вместо древних) была вновь построена часть ограды с башнями. Эти позднейшие части начинаются от колокольни, затем идут по северной стороне и частью по западной. Тогда же был выкопан пруд «для предосторожности от пожарных случаев», который заполнялся через трубы, соединявшие его с другим прудом за стенами обители; этот пруд сохранился. 
 По замечанию А. Свирелина, «замечательнейшим благопопечителем Горицкого монастыря» был последний Переславский епископ Феофилакт (Горский). В 1776 г. ему выдана была большая сумма на проезд из Москвы в Переславль: из неё более 700 руб. он употребил на украшение монастыря. «Среди прочего, он обустроил архиерейский дом, вместо деревянных крыш на церквах устроил железные».
В 1788 году Переславская епархия была упразднена. Бывший монастырь перестал служить архиерейской резиденцией, хотя Успенский собор ещё полвека продолжал использоваться в качестве общегородского. Решением Владимирской духовной консистории от 1838 года статус собора был возвращён древнему Преображенскому храму в кремле, а в Успенском (Горицком) соборе, вследствие его значительной удалённости от центра города, предписано отправлять богослужения лишь «в храмовые и нарочито праздничные дни».
В 1887 году обветшавший ансамбль старинных построек пострадал от урагана, который снёс верхушки башен. В то время на его территории располагалось Переславское духовное училище. Гефсимания была в 1883 году разобрана на кирпич. В 1904 году внутренний вид бывшей обители являл грустную картину запустения: «громадное пространство, обнесенное стенами, представляет пустырь, поросший травою, с грудами мусора и заросшим прудом; в одной стороне стоят две церкви и несколько незначительных новых построек, затерявшихся среди громадного пустыря; ограда, ворота и башни ветхи и полуразрушены».

### Советский и постсоветский период
После революции в 1919 году в монастырь переведён Переславский музей-заповедник. Основные реставрационные работы продолжались с 1950-х по 1970-е годы (в том числе под руководством И. Б. Пуришева). В 1960-е годы на территорию музея были перевезены две деревянные часовни из окрестных деревень. По состоянию на 2020 год почти все строения обветшали и требуют ремонта.
В 2012 году Русская православная церковь обозначила желание вернуть себе монастырский комплекс, но по состоянию на 2022 год богослужения проходят только в надвратной церкви.

## Современный облик

### Монастырские строения
- Успенский собор (1750-е годы) со знаменитым многоярусным иконостасом в стиле елизаветинского барокко — ныне экспозиция и хранилище;
- церковь Богоявления с колокольней (XVIII век), ныне методический отдел; с верхнего яруса открывается один из лучших видов на Переславль;
- церковь Всех Святых с Трапезной палатой (конец XVII века), ныне экспозиция и хранилище;
- надвратная церковь Святого Николая Чудотворца (XVII—XVIII века) возвращена Русской православной церкви, ныне храм действует, богослужения проводит Горицкое архиерейское подворье;
- Святые врата и палата привратника, ныне туристический отдел;
- крепостные стены и башни (XVII—XVIII век), ныне хранилища.

Линейное расположение храмов вдоль северной монастырской стены было задано зодчими XVI столетия и сохранялось при всех дальнейших перестройках ансамбля.
Древнейшими постройками монастыря, несомненно существовавшими в XVII веке, являются двое ворот, одни из которых «Святые»; южная ограда с одной башней и церковь Всех Святых, почти утратившая древний вид вследствие позднейших пристроек. «Святые Ворота» с церковью святого Николая представляют один из выдающихся образцов древнерусской архитектуры и потому неоднократно изображались и описывались в различных изданиях; из них наиболее ценными представляются чертежи, помещённые в издании Ф. Рихтера, где можно видеть все подробности обработки. Год постройки ворот неизвестен, но обычно приводится в пример «узорочья» середины XVII века.

### Строения духовного училища
- здание духовного училища (XIX век), ныне картинная галерея;
- баня (XIX век), ныне здание администрации;
- звонница (XIX век), ныне смотровая площадка.

### Привезены или построены в советское время
- часовня Покрова из деревни Старово (XIX век);
- часовня святого Георгия из деревни Фонинское (конец XIX века);
- бюст Юрия Долгорукого работы скульптора С. М. Орлова — погрудное повторение памятника на Тверской площади в Москве (1963 год).

- Успенский собор в августе 2015 года
- Подкупольное пространство Успенского собора
- Барочный иконостас Успенского собора

## Монастырский некрополь
На территории монастыря сохранились образцы мемориальной скульптуры с начала XIX века. На монастырском кладбище похоронен академик живописи Д. Н. Кардовский (1866—1943)